# Louis Aliot
Louis Aliot, född 4 september 1969 i Toulouse i Haute-Garonne, är en fransk politiker som sedan 2020 är borgmästare i Perpignan för Rassemblement National.

## Politisk karriär
Louis Aliot har tidigare varit europaparlamentariker för Rassemblement National (RN), i den europeiska partigruppen Nationernas och friheternas Europa, och arbetade bland annat med utvecklings- och utrikesfrågor. Han har även varit vice ordförande för RN.
Sedan lokalvalen i Frankrike 2020 är han borgmästare i Perpignan i södra Frankrike för RN, en stad där han tidigare under lång tid även har varit lokalpolitiker. Han har varit engagerad i RN under stora delar av sitt liv, och kommer från en familj som länge varit aktiv på den politiska högerkanten.
Aliot har beskrivits ligga nära partiledaren Marine Le Pen politiskt, och har också setts som en del av en modern poujaderörelse. Ideologiskt har han ansetts företräda laïcité, fransk suveränitet, republikanska värderingar och anti-kommunitarism.

## Privatliv
Mellan 2009 och 2019 var Aliot i ett förhållande med Rassemblement Nationals partiledare Marine Le Pen.